# Stefanoberyksowate
Stefanoberyksowate (Stephanoberycidae) – rodzina morskich ryb głębinowych z rzędu beryksokształtnych (Beryciformes), dawniej zaliczana do stefanoberyksokształtnych (Stephanoberyciformes), znana z nielicznych okazów.

## Zasięg występowania
Wody oceaniczne strefy tropikalnej i subtropikalnej.

## Cechy charakterystyczne
Duża głowa z szerokim otworem gębowym. Kolce w płetwach grzbietowej i odbytowej, jeśli występują, są słabe. W każdej płetwie jest 10–14 miękkich promieni. Łuski gładkie lub kolczaste, linia boczna słabo uwidoczniona, liczba kręgów 30–33.

## Klasyfikacja
Rodzaje zaliczane do tej rodziny:
Abyssoberyx — Acanthochaenus  — Malacosarcus  — Stephanoberyx
Rodzajem typowym jest Stephanoberyx.